# آلفا هشتک
آلفا هشتک یک ستاره است که در صورت فلکی هشتک قرار دارد.